# Аббас Али Мирза
Сеид Мухаммед Аббас Али Мирза (бенг. সৈয়দ মোহাম্মদ আব্বাস আলী মির্জা; род. 1942) — 4-й наваб Муршидабада (с 13 августа 2014 года). Является наследником Вариса Али Мирзы, последнего наваба Муршидабада (1959—1969). Он носит титул с тех пор, как Верховный суд Индии объявил его законным наследником в августе 2014 года. Титул наваба Муршидабада пустовал после смерти его дяди по материнской линии Вариса Али Мирзы (3-го наваба Муршидабада) в 1969 году . Все королевские и княжеские титулы, в том числе и такие как наваб, были отменены правительством Индии в 1971 году.

## Ранняя жизнь
Аббас Али Мирза — старший сын доктора медицинских наук Сеида Садеке Али Мирзы (? — 1959) и Сахибзади Хашмат Ун-Нисы Бегум (? — 1995) , дочери Васифа Али Мирзы (1875—1959), 2-го наваба Муршидабада (1906—1959). Бабушка Аббас Али Мирзы по отцовской линии, Хуршид Ун-Ниса Бегум-Сахиба (вышедшая замуж за Сеида Зайгама Мирзу), была дочерью первого наваба Муршидабада Хасана Али Мирзы, деда Вариса Али Мирзы.

## Наваб
Этот титул должен был быть передан детям Вариса Али Мирзы после его смерти в 1969 году, если бы они не были лишены наследства своим отцом, не умерли раньше него или не были исключены из наследования по индийскому законодательству, приняв иностранное гражданство.
68-летний Варис Али Мирза скончался в 1969 году, оставив после себя троих сыновей и трех дочерей. Согласно закону наваба, старший сын наваба должен был стать его преемником, однако старший сын Вариса Али, Вакиф Али Мирза, был исключен из числа наследников своим отцом за заключение немусульманского брака и за то, что не исповедовал мусульманскую религию. Варис Али не предпринимал никаких шагов в течение своей жизни, чтобы стать наследником отца. Перед объявлением своего преемника Варис Али Мирза скончался.
Явного преемника Вариса Али Мирзы так и не появилось. Другие дети Вариса Али переехали в Соединенное Королевство и стали гражданами, пожертвовав любыми притязаниями на титул. Последовал юридический спор, в котором 72-летний Аббас Али Мирза выиграл, став четвертым навабом Муршидабада.
«У меня есть связи с обеих сторон. Моя мать была дочерью второго Наваба Бахадура, а отец — его племянником. Таким образом, я получил титул, который перешел бы к моим двоюродным братьям, если бы они не обосновались в Англии.»

Аббас Али Мирза Хан Бахадур, Наваб Муршидабада
Наваб, проживающий в Муршидабаде, обратился с отдельным судебным иском, с тем чтобы добиться возвращения ему наследственного имущества его семьи — имения Муршидбад (частной и личной собственности наваба Муршидабада), которое в соответствии с законом было передано правительству штата Западная Бенгалия.